# Vriendschapsbeker
De Vriendschapsbeker, ook wel bekend onder de Franse naam Coupe de l'Amitié, was een vriendschappelijk voetbaltoernooi voor clubs uit de Europese Gemeenschap voor Kolen en Staal (EGKS). De eerste editie was voorbehouden aan clubs uit de Benelux en de eerste versie werd aanvankelijk dan ook de Benelux Cup genoemd. Voor de derde en laatste editie werd een club van een land buiten de EGKS uitgenodigd; het Zwitserse AC Bellinzona. Het was een toernooi naar Luxemburgs idee om ook ploegen uit Luxemburg op een lager niveau internationaal te kunnen laten spelen.  In 1961 ging de Vriendschapsbeker over in de International Football Cup, het toernooi wat later de Intertoto Cup zou worden. 
Het toernooi werd officieel geïnstalleerd op 2 december 1957 tijdens een bijeenkomst in Brussel. De vicevoorzitter van de Luxemburgse voetbalbond, dhr. Dickes stelde in zijn toespraak de betekenis van dit bekertoernooi op één lijn met de politieke en economische banden, die de drie Benelux-landen reeds verenigden. Hij wenste verder dat het toernooi uitgebreid zou worden naar andere landen, met name Frankrijk en Duitsland. „Zulk een supra nationaal kampioenschap", aldus de heer Dickes, „zal dan werkelijk iets nieuws aan het publiek bieden en een nieuwe vlucht voor het voetbal betekenen". De daling van de publieke belangstelling is misschien nog niet zo waar te nemen in België en Nederland, maar kampioenschapswedstrijden in Luxemburg trekken, aldus Dickes, „niet meer dan 1000 tot 1500 toeschouwers".

## Finales
| Jaar    | Winnaar           | Uitslag | Verliezend finalist |
| ------- | ----------------- | ------- | ------------------- |
| 1957-58 | Feijenoord        | 6–0     | RSC Anderlecht      |
| 1958-59 | Feijenoord        | 4–2     | CS Sedan            |
| 1959-61 | Lanerossi Vicenza | 2–1     | PSV                 |

1957/58 · 1958/59 · 1959/61